# زمین‌لرزه کامچاتکا
زمین‌لرزه کامچاتکا ممکن است به یکی از موارد زیر اشاره داشته باشد:
- زمین‌لرزه ۱۹۵۲ کامچاتکا
- زمین‌لرزه ۱۹۵۹ کامچاتکا
- زمین‌لرزه ۱۹۹۷ کامچاتکا
- زمین‌لرزه ۲۰۰۶ کامچاتکا